# Jaume Magre i Servet
Jaume Magre i Servet (Cervera, 1924 - Lleida, 18 de maig de 1999) fou un polític i promotor cultural català.
Fill d'un diputat d'Esquerra Republicana de Catalunya al Parlament de Catalunya, en acabar la guerra civil espanyola es va exiliar a Montpeller amb la seva família. Quan va tornar el 1944 va dirigir una secció de l'Institut Francès de Barcelona a Cervera tot impulsant les noves teories pedagògiques de Pierre Deffontaines. Del 1955 al 1980 dirigí l'Aliança Francesa de Lleida des de la qual participà en diverses iniciatives de resistència cultural al franquisme. També fou membre de la directiva d'Òmnium Cultural a Lleida i col·laborà en diverses associacions pedagògiques amb Maria Rúbies i Garrofé.
Intervingué en la majoria d'iniciatives a favor de la llengua i la cultura catalanes i fou regidor de cultura de l'Ajuntament de Lleida pel Partit dels Socialistes de Catalunya (PSC) durant els anys 1979-1995, des d'on promogué una nova concepció del Conservatori de Música, i la creació de l'Escola Municipal de Belles Arts i de l'Aula de Teatre. A les eleccions generals espanyoles de 1986 fou candidat del PSC al Senat per la província de Lleida, però no en fou escollit. El 1995 va rebre la Creu de Sant Jordi.
L’Ajuntament de Lleida va impulsar la celebració de l'Any Magre al 2024 arran del centenari del seu naixement.